# الكسندر آبرو
الكسندر آبرو هو كاتب أغاني ومغني وملحن كوبي، ولد في 6 سبتمبر 1976 في سينفويغوس في كوبا.

## وصلات خارجية
- الكسندر آبرو على موقع IMDb (الإنجليزية)
- الكسندر آبرو على موقع ميوزك برينز (الإنجليزية)
- الكسندر آبرو على موقع ديسكوغز (الإنجليزية)